# David Albert
David Z. Albert (né en 1954) est un docteur américain de physique théorique de l'Université Rockefeller. Il est professeur et directeur du programme de maîtrise des fondements philosophiques de la physique à l'Université de Columbia à New York,. Après l'obtention de son doctorat, il a travaillé avec le Professeur Yakir Aharonov de l'Université de Tel Aviv.
Albert a publié deux livres, Mécanique quantique et Expérience (1992) et Time and Chance (2000), et de nombreux articles sur la mécanique quantique. En 2015, il a été élu Fellow de l'Académie américaine des arts et des sciences. Son dernier livre est Après la Physique, Harvard University Press 2015.

## Idées philosophiques

### L'hypothèse du passé
Selon le deuxième principe de la thermodynamique, l'entropie de l'Univers ne peut qu'augmenter. Il faut donc que dans le passé (au moment du Big Bang), cette entropie ait été particulièrement faible. C'est ce que David Albert a appelé l'hypothèse du passé. Pour donner un ordre d'idée, l'entropie de l'Univers observable (calculée avec la formule de Boltzmann {\displaystyle S=k\,\log \,W}, où k est la constante de Boltzmann prise égale à 1 de sorte que l'entropie est sans dimension, et W est le nombre de micro-états indiscernables) était de l'ordre de {\displaystyle 10^{88}} au moment du Big Bang ; maintenant elle est de l'ordre de {\displaystyle 10^{101}} soit dix mille milliards de fois plus grande ; sa valeur maximale possible serait supérieure à {\displaystyle 10^{120}}. La question est de savoir si cette hypothèse du passé constitue un nouveau postulat, ou une conséquence démontrable dans un modèle d'Univers à déterminer.

## Apparition dans le docu-fictionQue sait-on vraiment de la réalité!?
David Albert est apparu dans le docu-fiction controversé What the Bleep Do We Know !? (en français : Que sait-on vraiment de la réalité !?) (2004). Selon un article publié dans Popular Science, il était « scandalisé par le produit final ». L'article stipule qu'Albert a accordé aux cinéastes une entrevue d'une heure à propos de la mécanique quantique en arguant que celle-ci est sans rapport avec la conscience ou la spiritualité. Son interview a ensuite été modifiée et incorporée dans le film d'une manière qui en a déformé son point de vue. Dans l'article, Albert exprime également ses sentiments de crédulité après avoir été trahi par les cinéastes. Bien qu'Albert soit répertorié comme un scientifique prenant part à la suite de Que sait-on vraiment de la réalité !?, appelée Down the Rabbit Hole, cette suite est un montage du réalisateur composé de séquences supplémentaires du tournage du premier film. La version Down the Rabbit Hole comporte David Albert comme le premier sujet dans la partie de l'entrevue du film. Dans cette interview, il exprime son désaccord avec l'idée maîtresse du film original.